# エスタディオ・ベロニカ・ボケーテ・デ・サン・ラサロ
エスタディオ・ベロニカ・ボケーテ・デ・サン・ラサロ（Estadio Verónica Boquete de San Lázaro）は、スペイン・ガリシア州ア・コルーニャ県サンティアゴ・デ・コンポステーラにある多目的スタジアム。SDコンポステラがホームスタジアムとして使用している。

## 概要
1993年6月24日、トロフェオ・テレサ・エレーラのデポルティーボ・ラ・コルーニャ対CAリーベル・プレート戦でこけら落としとなった。
2018年11月8日、スタジアムの所有者であるサンティアゴ・デ・コンポステーラ市議会が同市出身の女子サッカー選手であるベロニカ・ボケーテの名前をスタジアムへ取り入れる計画を発表し、12月6日に正式にエスタディオ・ベロニカ・ボケーテ・デ・サン・ラサロ (Estadio Verónica Boquete de San Lázaro)へと改名された。

## 開催された主な試合
- 国際Aマッチ (女子)

| 日付          | ホームチーム | 結果 | アウェーチーム | ラウンド |
| ------------- | ------------ | ---- | -------------- | -------- |
| 2012年2月15日 | スペイン     | 4-1  | オーストリア   | 親善試合 |

## ギャラリー

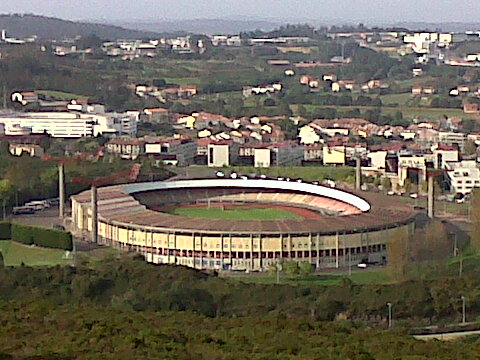
スタジアムの空撮 (2011年)
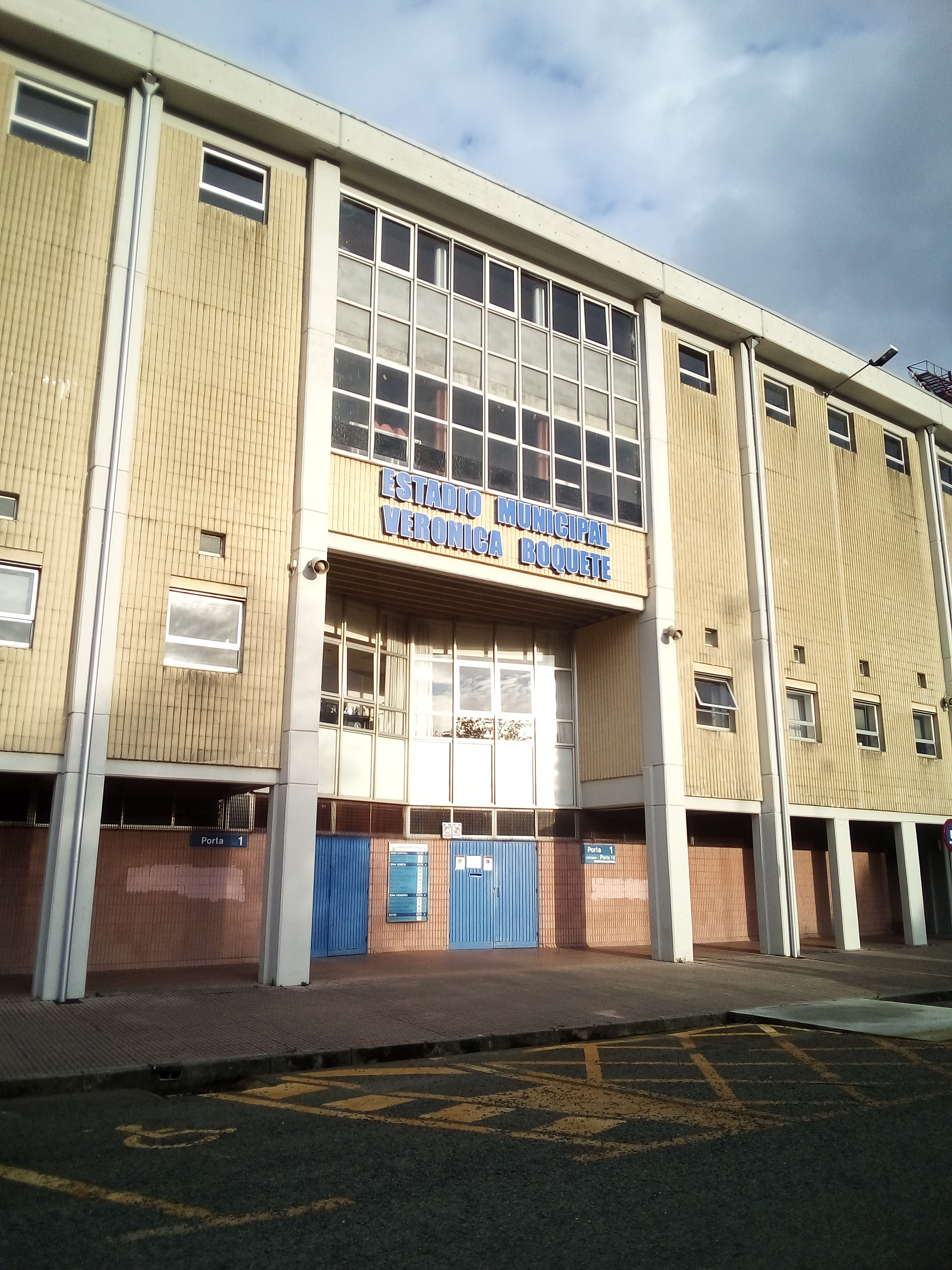
2020年の外観
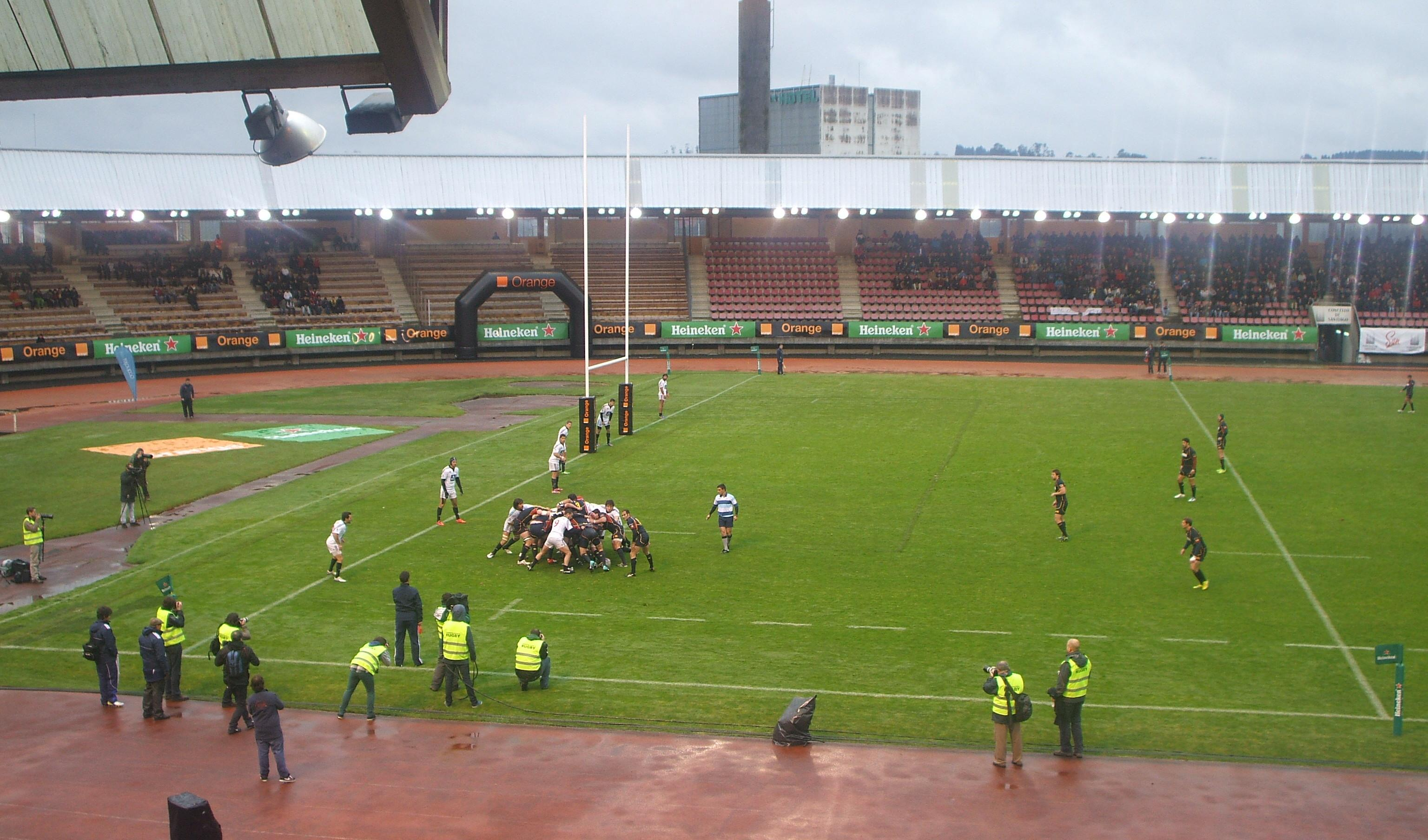
2013年の内観